# Али ибн Хайсам
Али́ I ибн Ха́йсам (IX век, Шемахы — 917) — 4-й Ширваншах (913—917).
Вместе с эмиром Дербенда в 912 году объединился для участия в походе на Шандан. Союзные войска были разбиты, а сам Али I ибн Хайсам попал в плен. Спустя 3 месяца он был освобожден и смог вернуться домой. Около 914 года русы совершили набег на Ширван и разграбили прибрежные районы. В 917 году на него напал его родственник Абу Тахир Йазид. Он казнил Али I ибн Хайсама и его сына Аббаса в Марзукии и стал Ширваншахом.